# Elisabeth Störmer-Hemmelgarn

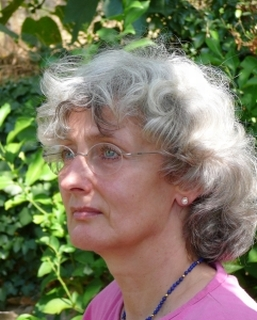
Elisabeth Störmer-Hemmelgarn

Elisabeth Störmer-Hemmelgarn (* 1948 in Bremen) ist eine deutsche Malerin.

## Leben
1967 bis 1968 leistete sie ein Praktikum in einem Bremer Werbeatelier ab. Dem folgte von 1968 bis 1973 ein Studium an der Staatlichen Hochschule für Bildende Künste in Berlin und von 1973 bis 1976 ein Studium an der Pädagogischen Hochschule Berlin. Störmer-Hemmelgarn war dann zwischen 1976 und 1980 als Lehrerin für die Fächer Kunst und Biologie in Berlin tätig. Seit 1980 ist sie freiberufliche Malerin. Von 1980 bis 1997 war sie Mitglied im BBK Berlin.
1986/1987 hielt sich Elisabeth Störmer-Hemmelgarn für 6 Monate in Costa Rica auf. 1989 wurde sie Mitglied der Gruppe „Maler vor Ort“ und 1990 als erstes weibliches Mitglied in den Verein Berliner Künstler aufgenommen. Von 1994 bis 2001 war sie Mitglied im Künstlersonderbund in Deutschland und von 1996 bis 1998 dort Erste Vorsitzende.
Seit 1980 hat Elisabeth Störmer-Hemmelgarn regelmäßige Ausstellungen im In- und Ausland. Sie lebt und arbeitet in Berlin und Bahrdorf.
Im Jahr 2018 wurde im Rahmen eines Festaktes des Stiftungsrates der Landesstiftung „Stadtmuseum“ die Stiftung Elisabeth Störmer-Hemmelgarn gegründet. Stifter sind die Künstlerin und ihr Ehemann Steffen Störmer.
Ziel der Stiftung ist die Pflege und Weiterverbreitung des Werkes von Elisabeth Störmer-Hemmelgarn.

## Technik
Ihre Technik umfasst Acryl auf Leinwand, Aquarell auf Papier, Radierungen mit Aquatinta. In der Aquarellmalerei hat sie eine Technik entwickelt, mit der sie große Dunkelheiten und Tiefen erzeugen kann. Die Technik besteht darin, dass sie viele Schichten mit vielen Pigmenten am Pinsel und wenig Wasser übereinander legt. Diese Technik hat der amerikanische Maler Andrew Wyeth auch dry brush (trockener Pinsel) genannt.

## Œuvre

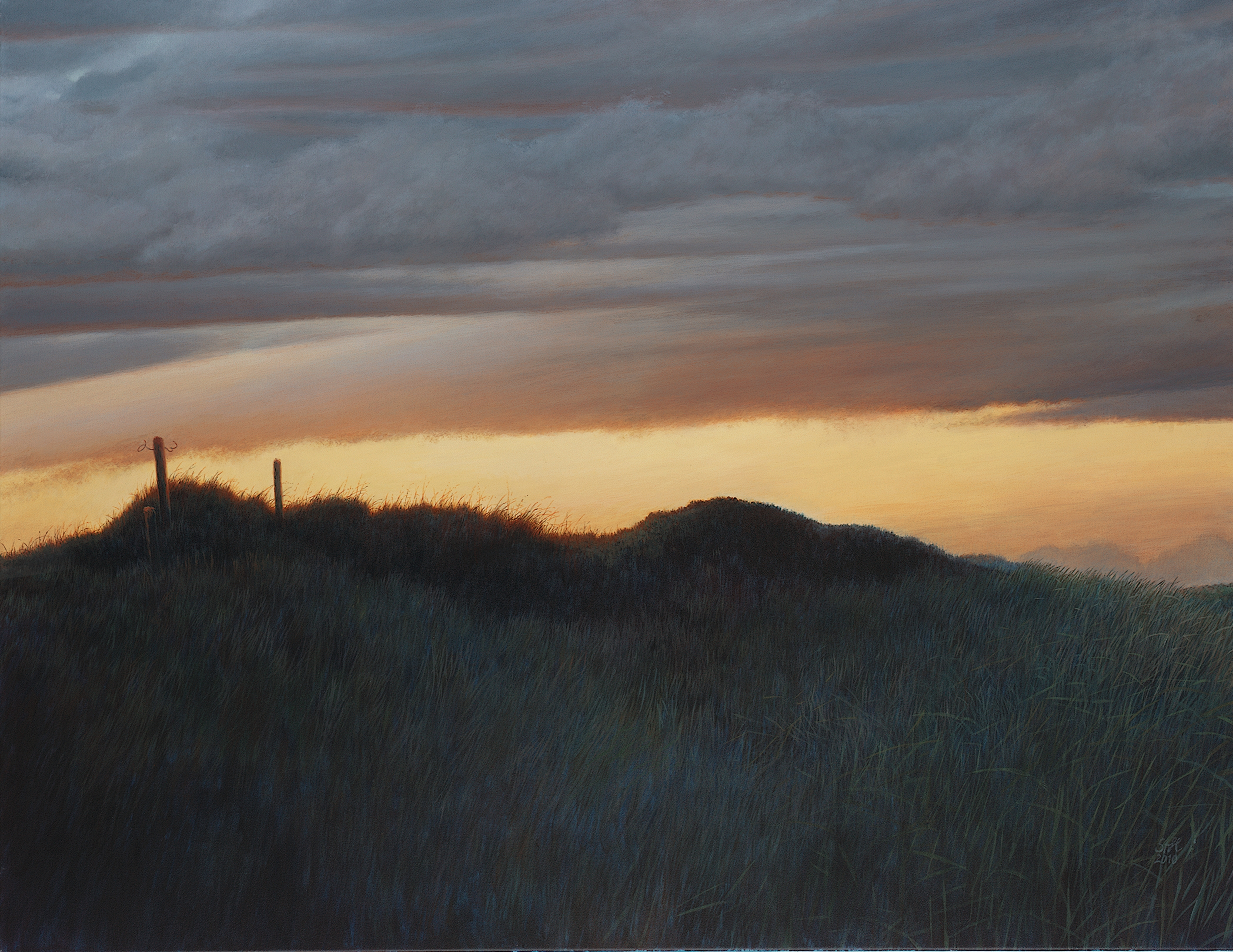
Brich an du schönes Morgenlicht (Acryl auf Leinwand)

Ihr Gesamtwerk umfasst Landschaftsbilder mit Architektur, oft Durchblicke mit intensiven Lichteinstrahlungen, starken Schatten. Immer sind die Gebäude oder Zivilisationsgegenstände marode, verfallen, mit abgeblätterter Farbe. Fast immer kommen in ihren Bildern die beiden konkurrierenden und sich ergänzenden Elemente Natur und Zivilisation vor. Ein Buch, das sie und ihr Ehemann Steffen Störmer gemeinsam erstellt haben, hat den Titel "Prinzip Hoffnung". Und dieser Titel ist auch Programm. In vielen Bildern scheint sich die Natur Terrain zurückzuerobern.
Seit sie eine Ausstellung im Bremer Dom hatte, widmet sie sich verstärkt Themen, die einen religiösen Bezug haben. So dieses Bild, das erste eines Triptychons "Brich an du schönes Morgenlicht", das den Hügel Golgatha zeigt mit den drei Kreuzen symbolisiert durch einfache Zaunpfähle. Wie auch hier, sollte man bei den Bildern fast immer einen zweiten Blick wagen, der mehr als das Gesehene offenbart.
Sie steht malerisch der Romantik nahe.